# Tiroir de manœuvre

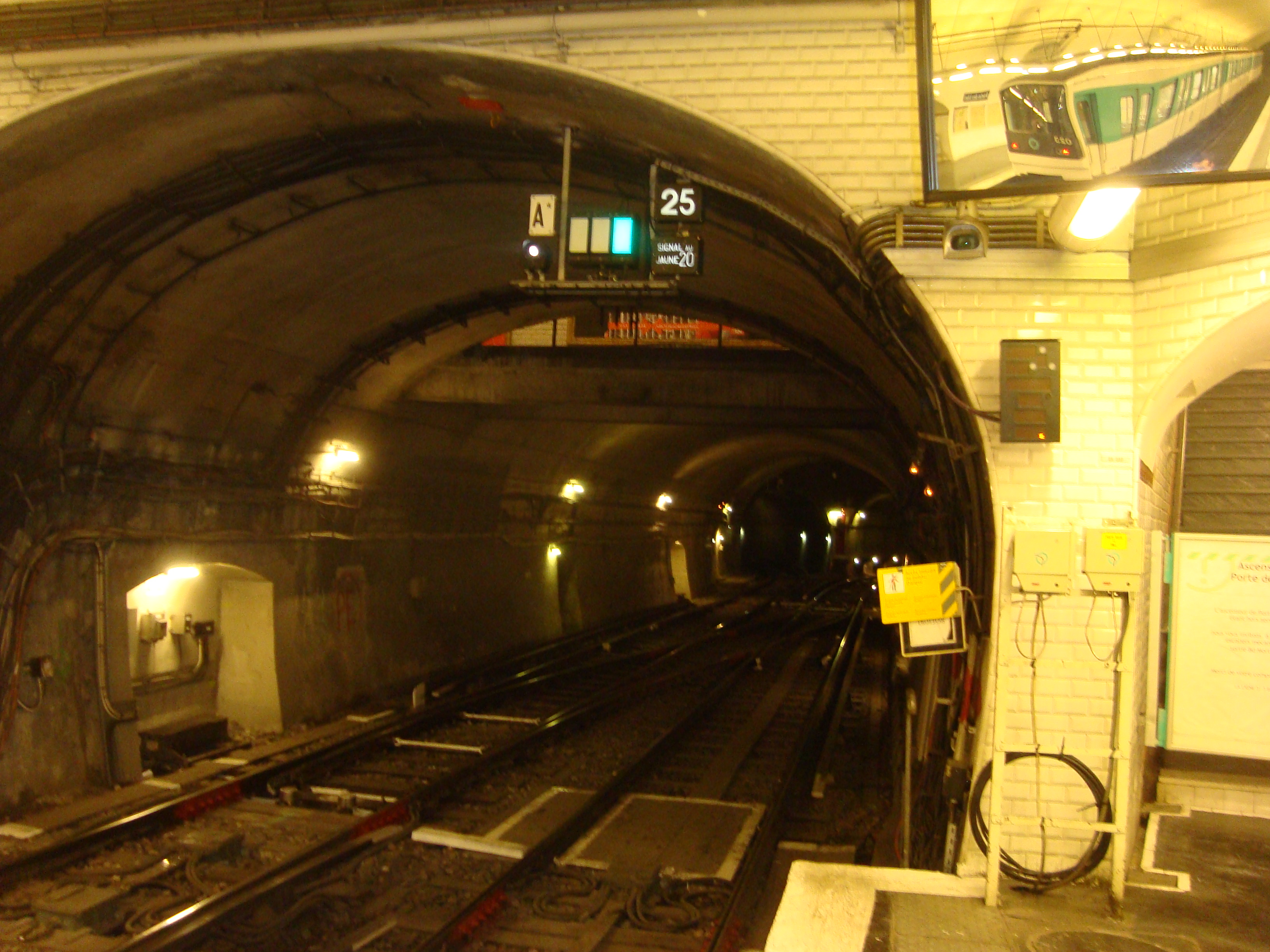
Tiroir de manœuvre à la station Porte des Lilas de la ligne 3 bis du métro de Paris.

Un tiroir de manœuvre est, dans une gare située au terminus d'une ligne de chemin de fer, de métro ou de tramway à double voie, la partie de la voie d'arrivée — au-delà du point d'arrêt normal des trains ou des rames — qui est utilisée pour faire changer de voie les matériels devant repartir dans l'autre sens. Pour ce faire, un aiguillage, implanté après le point d'arrêt précité, permet à une rame, après avoir avancé suffisamment sur la voie, généralement en impasse et finissant par un heurtoir, de revenir dans l'autre sens sur la voie de départ.

## Exemples

Principe d'un tiroir à un terminus : 
1. le train arrive dans la gare.
2. la locomotive est dételée des voitures et se dirige vers le tiroir
3. les opérations nécessaires pour inverser le sens de marche de la machine sont effectuées. L'aiguille est manœuvrée.
4. la locomotive emprunte la voie d'évitement pour contourner les voitures.
5. les opérations nécessaires pour inverser le sens de marche de la machine sont à nouveau effectuées. L'aiguille est manœuvrée.
6. la locomotive rejoint les voitures.
7. les opérations nécessaires pour inverser le sens de marche de la machine et l'attelage sont effectuées. Le train peut repartir.

Principe d'un tiroir ferroviaire sur un terminus avec des tramways ou des autorails :  
1. le train rouge arrive vers le quai A (quai de descente).
2. les passagers du train rouge en descendent.
3. le train rouge se dirige vers le tiroir, à vide.
4. le train rouge se dirige vers le quai de montée B. Le train bleu arrive vers le quai A.
5. les passagers montent dans le train rouge ; les passagers du train bleu en descendent.
6. le train rouge attend que la voie soit libre ; le train bleu se dirige vers le tiroir ; le train jaune entre en gare, quai A.
7. le train rouge repart ; le train bleu attend que le quai B soit dégagé ; les passagers du train jaune en descendent quai A.

Ce principe permet à plus de passagers de monter et de descendre vu que les deux opérations sont séparées. 